# Lutomski (herb szlachecki)

Lutomski odmienny

Lutomski (Księżyc z mieczem, Księżyc i Miecz, Szeliga odmienny, Sas Pruski odmienny) – kaszubski herb szlachecki, według Przemysława Pragerta odmiana herbu Szeliga lub Sas Pruski.

## Opis herbu
Opis z wykorzystaniem zasad blazonowania, zaproponowanych przez Alfreda Znamierowskiego:
Lutomski (Księżyc z mieczem, Księżyc i Miecz, Szeliga odmienny, Sas Pruski odmienny): W polu błękitnym półksiężyc złoty, nad którym miecz. Klejnot: nad hełmem w koronie godło na ogonie pawim. Labry błękitne, podbite złotem.
Lutomski odmienny (Księżyc z mieczem odmienny, Szeliga odmienny, Sas Pruski odmienny): Pole jest czerwone, księżyc srebrny z twarzą (okiem w prawo).

## Najwcześniejsze wzmianki
Wariant podstawowy wymieniany przez Niesieckiego, Małachowskiego (Zbiór nazwisk szlachty), Bonieckiego (Herbarz polski) i Ostrowskiego (Księga herbowa rodów polskich). Wariant odmienny przekazywany jest przeważnie przez źródła niemieckojęzyczne: Nowego Siebmachera, Żernickiego (Der polnische Adel), a oprócz tego przez Uruskiego (Rodzina. Herbarz szlachty polskiej).

## Rodzina Lutomskich
Średniozamożna rodzina szlachecka biorąca nazwisko od wsi Lutom. Pierwsza wzmianka z 1570 (Michał, Wojciech, Bartosz, Stanisław Lutomscy). Oprócz rodowego Lutomia rodzina posiadała działy we wsiach: Mokre, Odry, Zapędowo, Zarzecze. W wieku XVIII rodzina miała jeszcze wioski: Wysoka, Zamarte, Ogorzeliny. Rodzina brała udział w życiu publicznym województwie pomorskim. Posłowali na sejmy i piastowali pomniejsze urzędy. Jakub i Paweł Lutomscy podpisali z województwa pomorskiego elekcję Władysława IV, Kazimierz i Marcin z województwem kaliskim Stanisława Leszczyńskiego, następnie Jan i Kazimierz, posłowie pruscy podpisali manifest za Augustem III. Wawrzyniec Lutomski podpisał w 1775 elekcję Stanisława Augusta z województwa poznańskiego. Funkcję ławników ziemskich tucholskich pełnili Marcin Lutomski (1611) i drugi Marcin w latach 1718–1734 oraz Franciszek zmarły w 1760. Najwyższe funkcje pełnił Jan Lutomski, wiceregent a od 1754 regent grodzki pomorski, w latach 1762–1778 ławnik malborski, a w latach 1772–1778 pisarz skarbu pruskiego. W roku 1773 Kazimierz Lutomski pełnił tytularną funkcję ławnika rzeczyckiego. W 1772 kilku Lutomskich przysięgało na wierność królowi pruskiemu. W wieku XIX gałąź tej rodziny osiadła w Królestwie Polskim, gdzie wylegitymował się w 1837 Jakub Lutomski, syn Antoniego. Jego wnuk, Izydor poległ w 1848 w bitwie pod Miłosławiem. Jego brat, Bolesław, oficer pruski, brał udział w powstaniu w 1863. Rodzina ta, ze względu na podobieństwo herbów, może być wspólnego pochodzenia z Dargolewskimi i Zapędowskimi.

## Herbowni
Lutomski (błędnie Lutowski). Członek tej rodziny wylegitymował się w 1837 w Królestwie Polskim z herbem Szeliga.
Tadeusz Gajl przypisuje również temu herbowi nazwisko Kublicki, zapewne za zapiską Niesieckiego, mówiącą, że Kublickim przysługuje herb Księżyc i Miecz. Nazwą tą określano jednak również herb Dargolewski.